# Orchis calliantha
Orchis calliantha är en orkidéart som beskrevs av Jany Renz och Gerd Taubenheim. Orchis calliantha ingår i släktet nycklar, och familjen orkidéer. Inga underarter finns listade i Catalogue of Life.